# Мечеть Баб уль-ислам
Мечеть Баб уль-ислам (араб. باب الإسلام‎ — дверь ислама) — первая действующая мечеть открытая в Перу, располагается в городе Такна, построена усилиями пакистанских бизнесменов в 2000 году.